# 孔多斯特羅夫島
孔多斯特羅夫島是俄羅斯的島嶼，位於白海奧涅加灣中部，由卡累利阿共和國負責管轄，面積11平方公里，該島被松樹和落葉松覆蓋，是旅遊的熱門地點。